# Axé – Canto do Povo de um Lugar
Axé – Canto do Povo de um Lugar é um filme documentário brasileiro de 2017, dirigido por Chico Kertész e roteirizado por Chico Kertész e James Martins.
Reúne entrevistas de artistas, jornalistas, radialistas e produtores e imagens de arquivo com objetivo de traçar um ponto inicial do nascimento do gênero Axé music e sua evolução nos dias atuais.

## Sinopse
O documentário aborda através de entrevistas de artistas do gênero musical, especialistas e críticos musicais o ritmo nascido na Bahia na década de 1980 e que ganhou o Brasil na década de 1990 até sua decadência nos anos seguintes com o crescimento de outros estilos musicais e falta de renovação.

## Elenco
- Ivete Sangalo
- Bell Marques
- Beto Jamaica
- Buck Jones
- Caetano Veloso
- Carlinhos Brown
- Chiclete com Banana
- Cláudia Leitte
- Compadre Washington
- Daniela Mercury
- Durval Lélys
- Gerônimo
- Gilberto Gil
- Luiz Caldas
- Manno Góes
- Márcia Freire
- Márcia Short
- Márcio Victor
- Margareth Menezes
- Marinêz
- Netinho
- Ninha
- Ricardo Chaves
- Sarajane
- Saulo Fernandes
- Tatau
- Xanddy